# یواس‌اس دیزایر (اس‌پی-۷۸۶)
یواس‌اس دیزایر (اس‌پی-۷۸۶) (به انگلیسی: USS Desire (SP-786)) یک کشتی بود که طول آن ۹۰ فوت (۲۷ متر) بود. این کشتی در سال ۱۹۱۳ ساخته شد.